# David Krakauer (Musiker)

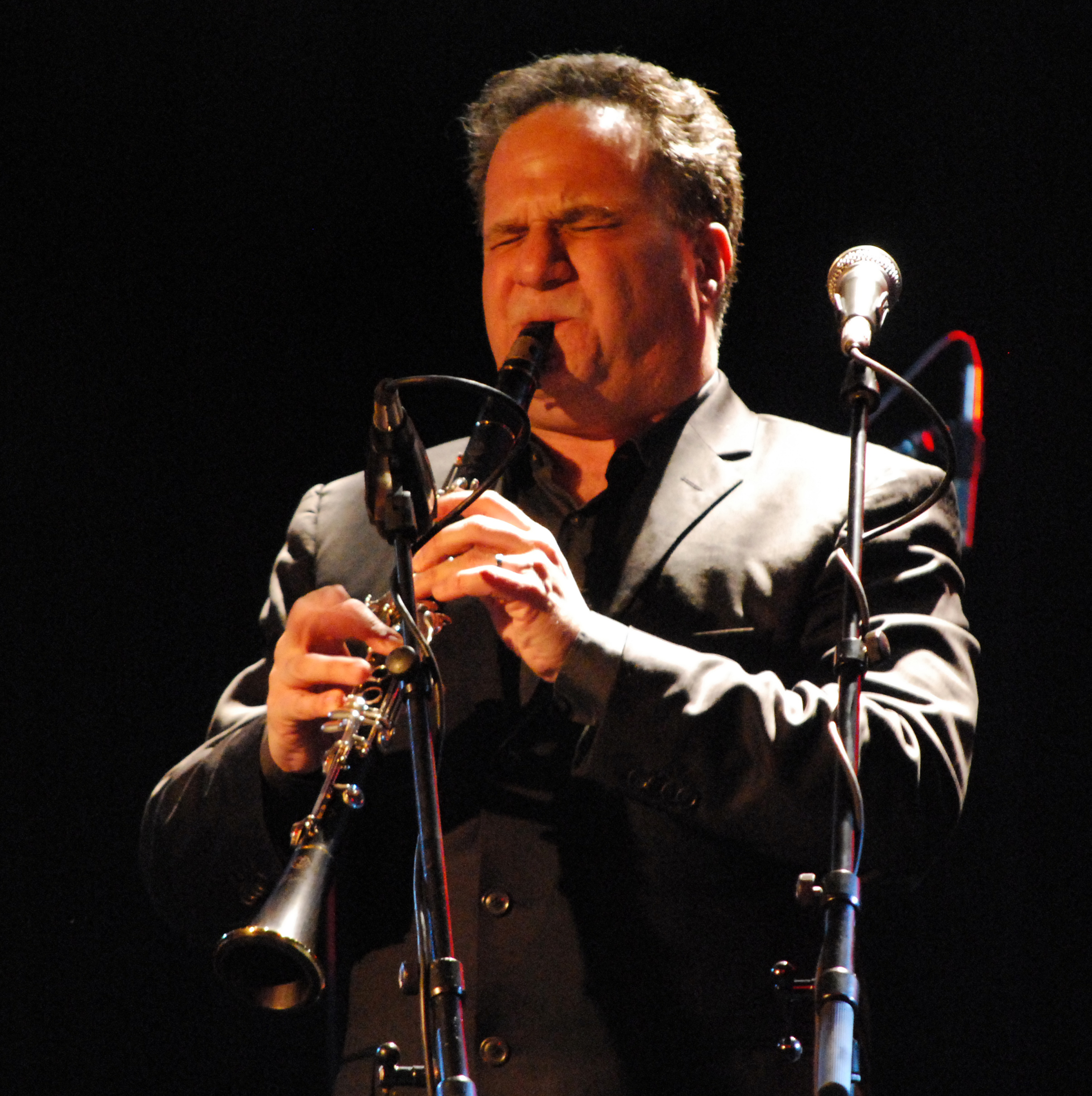
David Krakauer bei einem Konzert mit Klezmer Madness. Innsbruck, 2009

David Krakauer (* 22. September 1956 in Manhattan, New York City) ist ein US-amerikanischer Klarinettist. Er ist einer der bekanntesten Klezmer-Musiker der Gegenwart und wurde vor allem als Mitglied von The Klezmatics international bekannt. Bereits seit den 1990er-Jahren verbindet er traditionelle Elemente der Klezmermusik mit avantgardistischen Strömungen, z. B. mit Dancefloor.

## Leben und Wirken
Krakauers Mutter war Geigenlehrerin, sein Vater Arzt. Mit neun Jahren begann er nach erfolglosem Klavierunterricht Klarinette zu lernen. Später studierte er an der Juilliard School bei Leon Russianoff, am Sarah Lawrence College, ein Jahr am Konservatorium in Paris, am Vassar College und an der Manhattan School of Music, an der er heute unterrichtet. Seine Ausbildung erfolgte auf dem klassischen Weg. Er meinte dazu:
„I didn't grow up with any Chanukah songs or any Israeli songs. I basically grew up listening to Schnabel playing the late Beethoven piano sonatas, and when I was eleven Sidney Bechet.“
Erst Mitte der 80er Jahre fand er seine Liebe zum Klezmer. Dazu wieder Krakauer:
„I realized that klezmer music was the Yiddish language in music, and I felt in a certain way that I had found a kind of musical home.“
1986 war er Mitbegründer von The Klezmatics und spielte an deren Alben Shvaygn=Toyt (1989), Rhythm And Jews (1992) und zuletzt Jews With Horns mit. Er verließ die Gruppe 1994 um ein neues Projekt zu gründen, Klezmer Madness!, als dessen Produzent und Musiker er Alben mit verschiedenen Musikern aufnimmt. Diese spielt einen tanzbaren Klezmer, der von Jazz, Rock, Funk, Soul, Blues und Hip-Hop beeinflusst ist.
Das erste Album, Klezmer madness!, produzierte er selbst und nahm es gemeinsam mit den Musikern Anthony Coleman (Keyboard), Adam Rogers (E-Gitarre), Michael Alpert (Violine, Gitarre, Akkordeon), David Light (Schlagzeug), Juan Ortega (Schlagzeug, Timbales) und Oscar Ortega (Congas) auf. Am zweiten, 1998 erschienenen Album Klezmer, NY, arbeitete er erneut mit E-Gitarrist Rogers zusammen sowie mit Ted Reichman (Akkordeon), Kevin Norton (Schlagzeug, Perkussion) und Oren Bloedow (E-Bass).
1999 wechselte Krakauer zum französischen Label Bleu, wo im Frühjahr 2000 das dritte Album, A new hot one, erschien. Dessen Songs nahm er mit Akkordeon-Spieler Reichman, Schlagzeuger Norton sowie E-Gitarrist Mark Stewart, den E-Bassisten Pablo Aslan und der Sängerin Nicki Parrott auf. Mit dem vierten Album, The Twelve tribes, ebenfalls bei Bleu erschienen, kooperierte er abermals mit Norton und Parrott sowie Rogers. Die weiteren Musiker waren Kevin O’Neil (E-Gitarre), Will Holshouser (Akkordeon) sowie der kanadische DJ socalled, der mit Klezmer und Hip-Hop experimentiert und für Samples auf dem Album verantwortlich war. Die Produktion erhielt 2002 den Jahrespreis der deutschen Schallplattenkritik. Auch auf seinem sechsten Album, Bubbemeises, arbeitete Krakauer mit socalled zusammen, mit dem er auch Konzertauftritte, etwa 2008 am Festival Spot on Jiddischkeit im Wiener Konzerthaus, gab.
Das bislang letzte Album, Krakauer's Ancestral Groove, ist bei Label Bleu erschienen. Beteiligte Musiker: David Krakauer, clarinet / Sheryl Bailey, electric guitar / Jerome Harris, electric bass / Michael Sarin, drums / Keepalive, sampler und die special guests: John Medeski, organ (Track 3) / Marc Ribot, guitar (Track 5) und Rob Curto, acordion (Track 8).
Krakauer arbeitete unter anderem auch mit dem Kronos Quartet zusammen.

## Alben
- 1995: Klezmer madness! (Tzadik Records, New York)
- 1998: Klezmer, NY (Tzadik Records, New York)
- 2000: A new hot one (Label Bleu, Frankreich)
- 2002: The twelve tribes (Label Bleu)
- 2003: Krakauer live in Krakow (Label Bleu)
- 2005: Bubbemeises: Lies my gramma told me
- 2014: Krakauer's Ancestral Groove
- 2020: David Krakauer & Kathleen Tagg: Breath & Hammer (Table Pounding)

## Auszeichnungen
- W.M. Naumburg Chamber Music Award 1984 (im Aspen Wind Quintet)[3]
- Preis der deutschen Schallplattenkritik 2002: Bestes Jazz-Album des Jahres für The twelve Tribes
- 2014 Down Beat Kritiker-Poll Rising Star Kategorie Klarinette